# Lydia Mountain
Der Lydia Mountain ist ein 2100 m hoher Berg mit einer Schartenhöhe von 85 m im Südwesten der kanadischen Provinz British Columbia.

## Geographie
Der Lydia Mountain liegt in der Tantalus Range im Tantalus Provincial Park. Er liegt 14,5 km nordwestlich von Squamish und 5,46 km südsüdöstlich des Mount Tantalus (2603 m), des höchsten Gipfels in der Tantalus Range. Der nächsthöhere Berg ist The Red Tusk (2147 m), 500 m westlich von ihm. Der Mount Niobe liegt 2,17 km ostsüdöstlich, der Lake Lovely Water unterhalb seiner Osthänge.
Die Abflüsse der Niederschläge vom Berg fließen ostwärts in den Squamish River und westwärts in den Clowhom River über den Red Tusk Creek. Das Relief ist so gestaltet, dass der Lydia Mountain 1400 m über den Red Tusk Creek in ungefähr drei Kilometern Entfernung aufragt.

## Geschichte
Das Toponym des Berges wurde am 6. Juni 1957 vom Geographical Names Board of Canada offiziell anerkannt. Der Berg wurde nach dem sagenhaften Lydien (engl. Lydia) benannt, wo Tantalus der griechischen Mythologie zufolge geherrscht haben soll. Mehrere Gipfel der Tantalus Range sind in diesem Kontext benannt worden. Die Erstbesteigung des Lydia Mountain wurde 1914 durch Basil Darling und Allan Morkill ausgeführt.

## Klima
In Bezug auf die Klimaklassifikation nach Köppen und Geiger herrscht am Lydia Mountain ein Westseiten-Seeklima. Die meisten Wetterfronten stammen vom Pazifik und bewegen sich ostwärts auf die Coast Mountains zu, wo sie durch die Berge zum  Aufsteigen (Windstau) gezwungen werden, was wiederum dazu führt, dass die enthaltene Feuchtigkeit in Form von Regen oder Schnee abgegeben wird. Im Ergebnis führt das zu hohen Niederschlägen in den Coast Mountains, insbesondere zu starken Schneefällen im Winter. Die Temperaturen können unter −20 °C fallen, unter Berücksichtigung von Windchill-Einfluss unter −30 °C. Dieses Klima nährt den Crescent Glacier an den östlichen und nördlichen Hängen des Berges. Die Monate Juli bis September bieten die besten Wetterbedingungen für einen Aufstieg.

## Galerie

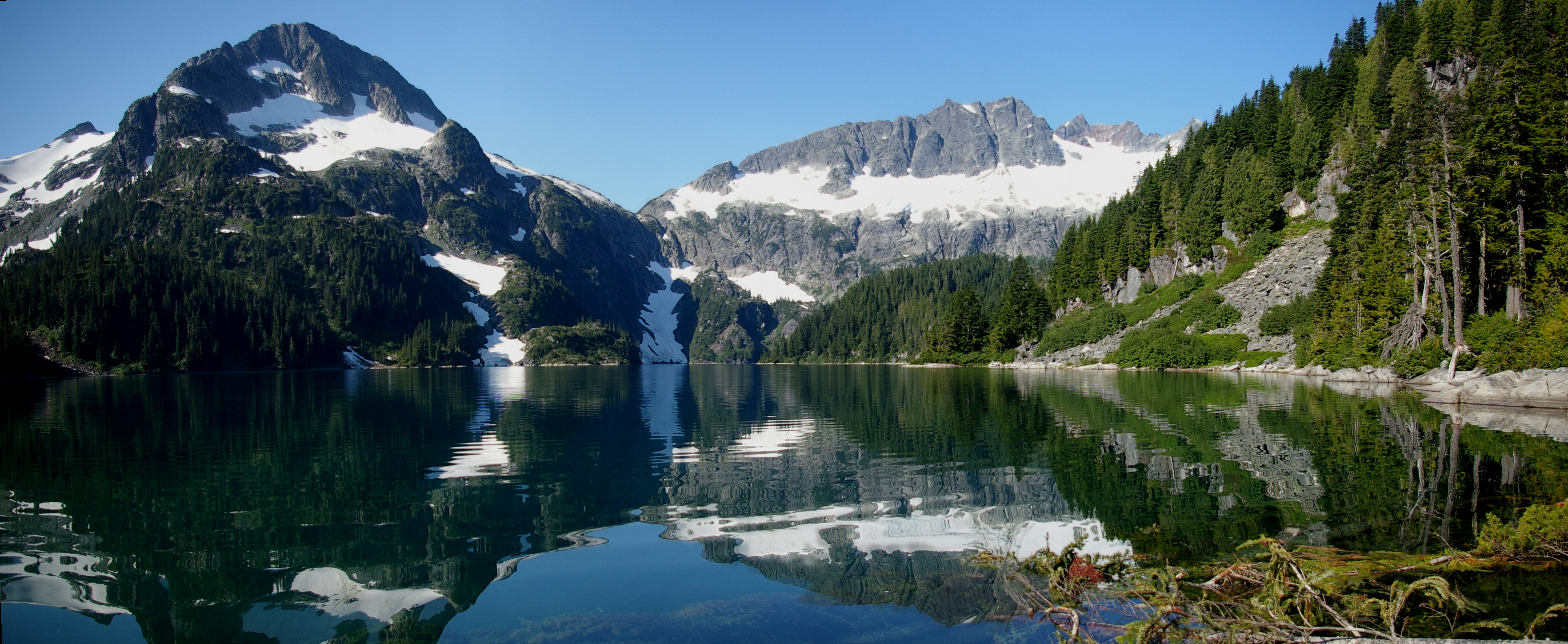
Mount Niobe (links) und Lydia Mountain im Spiegelbild des Lake Lovely Water